# Pelmatostomum americanum
Pelmatostomum americanum är en plattmaskart. Pelmatostomum americanum ingår i släktet Pelmatostomum och familjen Echinostomatidae. Inga underarter finns listade i Catalogue of Life.